# 邊域世界

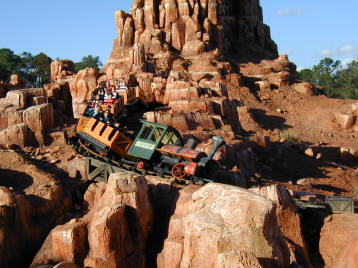
神奇王國的遊樂設施——巨雷山

邊域世界是世界各地迪士尼樂園中的眾多園區之一。 主題為19世紀的美國西部大開發時期，整體色調為黃色，主要風景由沙漠、礦山、蒸汽鐵路、仙人掌、牛仔小鎮組成。邊域世界對應的的人文要素是是牛仔、美國早期殖民者、美國西部印第安人；此外這個園區內必定有紅色岩石所組成的巨雷山遊樂設施。 為了準確描繪西部古鎮，華特迪士尼派攝影師前往紐約州北哈德森的邊城，拍攝了一部以此為題材的影片，便於世界正是按照此影片的概念來創作的。
在全世界的迪士尼樂園中，只有上海迪士尼完全沒有和邊域世界或者和美國西部相關的主題；日本東京迪士尼和香港迪士尼雖然也沒有一個園區的名字叫做邊域世界，但是擁有主題幾乎相同的美國西部世界和灰熊山谷來做代替，這兩個園區和邊域世界的區別不大、只有個別設施的細節上有所不同，總體上和邊域世界幾乎一模一樣。

## 加州迪士尼樂園
在加州的遠足迪士尼樂園，邊域世界是首先出現在迪士尼樂園五大原創主題之一。 根據華特迪士尼的構想，這片園區最初並不包含大型遊樂設施、而是開闊的荒野，客人可以通過人力馬車、騾子在充滿沙漠和仙人掌的小徑中穿過。但是隨後，隨著越來越多刺激和新奇的遊樂設施引進，這個構想逐漸消失殆盡；其中最著名的礦山列車在1960年開放，礦山列車包括觀賞各種縮小版的美國西部景觀、和3D立體影院之間聯動，折讓整個公園的科技性得到了提升。1979年開放的巨雷山，標誌著園區首次擁有了大型的刺激遊樂設施。
迪士尼樂園的邊域世界大門，由加拿大松木製成。沿著迪士尼所建造的“美利堅河”的海岸線而建造，在晚上是觀看迪士尼城堡秀的主要最佳位置之一。另外，馬克吐溫河號蒸汽船、哥倫比亞帆船碼頭這兩個設施是根據《老人與海》的作者——美國探險家羅伯特格雷寫的一本叫做《哥倫比亞18號：世紀之船》的小說、完全再現而成遊樂設施，客人可以享受小說中的世界觀。
邊域世界的屋頂上通常有半顆牛頭和大型鹿角作為裝飾，表現了美國19世紀西部原始的牛仔打獵風格。這麋鹿角的裝飾，在真實的美國西部中通常被放置在舊西部的一般商店，因此邊域世界也這麼做了，並且邊域世界的每個裝飾物下面都會有英文做說明，讓進入商店的遊客可以立即知道這家店在買什麼（原是美國西部的商店標誌不明，只能依靠牛仔自己挨家挨戶的詢問）。邊域世界夾在和新奧爾良廣場和探險世界中間，需要通過一個瑪雅金字塔形狀大門才能離開此園區。

### 遊樂設施和娛樂
- 巨雷山[1]
- 西部牛仔射擊場[2]
- 馬克吐溫好蒸汽船[3]
- 加勒比海盜[4]
- 哥倫比亞碼頭[5]

### 曾經擁有過的娛樂
- 美國來福鎗小店(1956-1986)
- 巨雷鐵路 (1986-1996;2005-2016)
- 燃燒的原住民 (1956-2003)
- 印第安圓舞曲 (1955-1971)
- 貢多拉的旅行 (1955-1959)
- 大衛的藥妝店 (1955-1987)
- 大衛的西部博物館 (1955)
- 迪克西人之家 (1955-1961)
- 西班牙旅館(1958-1963)
- 愚弄者的節日(1996-1998)
- 堡壘爭奪戰 (1956-2003)[6]
- 印第安村落 (1955-1971)
- 天堂種植園 (2004-2005)
- 馬歇爾的警察辦公室 (1955-1956)
- 墨西哥小鎮 (1957-1964)
- 麥克的危險划船之旅(1955–1997)
- 牛仔市政中心 (1956-1962)
- 馬廄(1955-1957)
- 自然公園(1960-1977)
- 無顏色沙漠(1955-1959)
- 彩虹小礦車 (1956-1960)
- 彩虹橋 (1955-1973)
- 熱帶聖誕老人紀念館 (2005-2007)
- 史迪奇旅行(1955-1959)
- 胡迪警長的辦公室(1999-2000)

### 餐廳和小吃
- 馬蹄靴咖啡廳
- 黃金時代
- 西班牙天使廣場
- 鑽石山大運河

### 曾經擁有過的餐廳
- 螞蟻廚房(1962-1970;1975-2003)
- 橡樹煎餅屋 (1955-1962)
- 莎莎醬廣場(1955-1982)
- 墨西哥人酒館 (1982-2001)
- 烤雞嘉年華 (1955-1962)
- 曼谷人的書屋(1970-1971)
- 蒙古樹藤餐廳 (1998-2007)
- 新奧爾良燒烤屋 (1956-1957)
- 椰子博物館 (1956-1978)
- 白銀時代 (1957-1961)

### 商店
- 牛仔警長的靴子店
- 不浪費公司
- 維吉尼亞志願者
- 銀色玻璃城

### 曾經擁有過的的商店
- 殖民者的信箱(1955-1987)
- 小樹林中的商店 (1955-1990)
- 麥克和胡迪的小店 (1958-1970)
- 奧蘭多城 (1996-1997)

## 神奇王國
華特迪士尼世界於1971年開放了魔法王國，邊域世界正是其中一個初始的園區。這個園區一開始只有三個景點：華特迪斯尼世界的鐵路車站、戴維克羅克特獨木舟（直到1994年）、和灰熊們的露營表演會。探險島於1973年開業；公園西北端有一個免費設施，名為西部河流考察，直到1980年改建成巨雷山。這個園區在近十年來幾乎沒有什麼變化。1991年開始建造飛濺山，1995年拆除迪士尼世界火車站改為遊行通道，一座新的巨大的兩層火車站於1998年10月2日建成。此樂園和位於南部的美國小鎮大街、探險世界毗鄰，東部是自由廣場，北部是美利堅河。

### 遊樂設施和娛樂
- 巨雷山
- 灰熊們的露營音樂劇表演會
- 蒂安娜的河口大冒險
- 西部牛仔射擊場
- 好萊塢的西部影棚
- 海盜在湯姆索亞島上的巢穴
- 世界鐵路

### 曾經擁有的娛樂
- 戴維克羅克特的獨木舟（1971-1994）
- 天哪嘉年華 （2009年）
- 飛濺山（1992-2023）
- 灰熊們的露營表演會（1971–1986, 1992–2012, 2012–2024）

### 餐廳和點心
- 鑽石馬蹄
- 金橡樹前哨基地
- 請付賬單咖啡廳
- 大西雅圖

### 商店
- 鋁人
- 棕熊的包裹
- 邊境貿易郵政
- 草原前哨和供應

## 巴黎迪士尼樂園
1992年在巴黎迪士尼樂園開業，與其他地區不同的是，這個園區有一個關於巨雷山金礦、和鬧鬼公寓的詳細的背景故事，這個邊域世界並不是美國整個西部的融合，而是集中在一個牛仔小鎮上、這個小鎮由Henry Ravenswood花錢創建，是給挖掘巨雷山金礦的工人住的；久而久之，這裡形成了一個商業圈，並且隨著挖金礦行業的沒落，還派生出了其它眾多的鬼故事。這個背景故事也作為幾個景點的基礎，如鬧鬼公寓。巴黎迪士尼的邊域世界是迄今為止所有迪士尼樂園中規模最大的，其境內包含了整個美利堅河的河流。
巴黎迪士尼樂園中的巨雷山鐵路和幽靈公館，和其他所有迪士尼的版本都不同。巴黎版巨雷山鐵路是所有迪士尼樂園當中唯一設置在一個孤島上面，需要通過水下隧道才能進入，並且是所有迪士尼樂園中最快、最刺激、也是最長的。同理巴黎版的幽靈公館也是所有迪士尼當中最恐怖、最長的，講述的故事也和其他的不同，是描述“一個新娘在新婚之夜自殺，之後成為了厲鬼，殺光了鎮子上所有的人”這樣驚悚的劇情，這位新娘一共在有了設施裡面出現了四次。
這裡有兩條蒸汽船環繞著這條河，莫莉布朗號和馬克吐溫號；其中前者是歐洲人的名字，後者是美國人的名字。小動物科拉爾是這片土地的一個古老遊樂設施，新的遊樂設施有胡迪的綜合報導，與來自玩具總動員的角色在這裡有抓們的照相區。十月的時候，這片土地變成了“萬聖節之地”，許多南瓜和其他可怕的角色潛伏在每個角落。巴黎迪士尼的邊域世界和美國小鎮大街的中央廣場接壤。2008年10月，迪士尼歷史上第一次傑克南瓜王子的遊行中，聖誕節驚魂夜的主要卡通角色成為了可以拍照的對象，他們位於鬧鬼公寓之外。

### 景點和娛樂
- 巨雷山（唯一在美利堅河中間的遊樂設施）
- 法國移民劇院
  - 春季音樂會
  - 冰雪奇緣的夏天
- 巴黎迪士尼鐵路——美國西部站
- 狂野西部傳奇
- 幻影莊園
- 風中奇緣小村
- 印度人的咖喱工坊
- 馬克吐溫河船

### 曾經擁有的遊樂設施和娛樂
- 小動物科拉爾（1992-2006）
- 卡佩劇院
  - 神秘的許願星
  - 泰山：遭遇
- 木雕工作坊
- 布魯托狗狗交易後
- 印度獨木舟
- 伍迪的綜合村
- 米奇市集[7]

### 餐廳和點心
幸運的掘金沙龍
- 最後一次咖啡廳
- 銀馬刺牛排餐廳
- 順流餐廳
- 牛仔野餐燒烤

### 商店
- 雷霆梅薩商業大廈
  - 富商的兒子
  - 鬧鬼銅器
  - 尤里卡礦業用品
- 大雷霆攝影師